# Diecezja segedyńsko-csanádzka
Diecezja segedyńsko-csanádzka – jedna z 3 diecezji w metropolii kalocko-kecskeméckiej. Powstała w 1035 jako diecezja Csanád, obecna nazwa od 1982. Katedrą diecezji jest Katedra w Segedynie.

## Biskupi
- biskup diecezjalny – László Kiss-Rigó (od 2006)

## Bibliografia

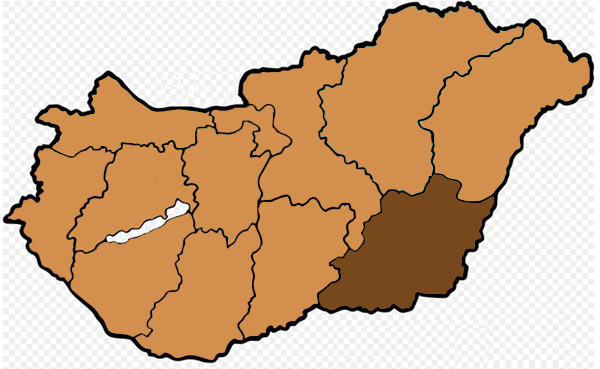
Diecezja segedyńsko-csanádzka